# Discografia di Ivana Spagna
Di seguito viene riportata la discografia della cantante Spagna. Nel corso della sua carriera Spagna ha venduto oltre 10 milioni di dischi, traguardo per il quale la FIMI le ha consegnato il Disco d'oro alla carriera nel 2006. La sua ampia produzione è composta da 17 album in studio di cui 12 di inediti e oltre 50 singoli fisici e radiofonici.
La prima casa discografica di Spagna è stata la CBS (anche se in realtà la prima versione di Easy Lady è stata pubblicata su etichetta indipendente SIMPLE RECORDS), che a fine anni '80 viene inglobata dalla Sony Music, nella cui scuderia Spagna resterà fino al 2001, sotto l'etichetta Epic. Passa quindi a incidere per varie etichette indipendenti: la B&G (2002-04), la NAR International (2005-08), la Edel (2009) e la Groove SRL (dalla fine del 2009).
Tutti gli album e i singoli ufficiali della cantante riportano sulle copertine il nome d'arte ufficiale Spagna, ad eccezione del disco 1954 che riporta "Ivana Spagna". La forma Ivana Spagna compare solo su alcune raccolte non ufficiali pubblicate dalla Sony Music in seguito alla chiusura del contratto con la cantante. A questa eccezione si aggiungono i due 45 giri che la cantante aveva inciso per la Ricordi nel 1971/72 utilizzando il suo nome di battesimo per intero e il cd singolo Il cerchio della vita.

## Album di inediti
| Anno | Titolo | Vendite e certificazioni | Classifiche | Classifiche |
| Anno | Titolo | Vendite e certificazioni | ITA         | CH          |
| ---- | --- | --- | ----------- | ----------- |
| 1987 | Dedicated to the Moon - Etichetta: CBS - Formato: LP-Musicassetta-CD | - Vendite totali: - Vendite in Italia: - Certificazione FIMI:                                                               |             | 18          |
| 1988 | You Are My Energy - Etichetta: CBS - Formato: LP-Musicassetta-CD | - Vendite totali: - Vendite in Italia: - Certificazione FIMI:                                                               | 18          | -           |
| 1991 | No Way Out - Etichetta: Sony Music - Formato: LP-Musicassetta-CD | - Vendite totali: - Vendite in Italia:100.000+ - Certificazione FIMI:Platino                                                | 4           | -           |
| 1993 | Matter of Time - Etichetta: Sony Music - Formato: Musicassetta-CD | - Vendite totali: - Vendite in Italia: - Certificazione FIMI:                                                               | 48          | -           |
| 1995 | Siamo in due - Etichetta: Sony Music - Formato: Musicassetta-CD | - Vendite totali: 350.000+ - Certificazione FIMI: 3× Platino                                                                | 5           | -           |
| 1996 | Lupi solitari - Etichetta: Sony Music - Formato: Musicassetta-CD-Mini Disc | - Vendite totali: 400.000+ - Certificazione FIMI:4xPlatino                                                                  | 3           | 30          |
| 1997 | Indivisibili - Etichetta: Sony Music - Formato: Musicassetta-CD | - Vendite totali: 150.000+ - Certificazione FIMI:1xPlatino                                                                  | 10          | -           |
| 2000 | Domani - Etichetta: Sony Music - Formato: Musicassetta-CD | - Vendite totali: 50.000+ - Certificazione FIMI:1xOro                                                                       | 37          | -           |
| 2002 | Woman - Etichetta: B&G (Italia); Disco Loco (Ivana Spagna) - Formato: CD | - Vendite totali: 100.000+ - Certificazione FIMI:1xPlatino                                                                  | -           | -           |
| 2005 | Diario di bordo e Diario di bordo - Voglio sdraiarmi al sole (repack in occasione della partecipazione al Festival di Sanremo 2006 - Etichetta: Nar International - Formato: CD | Diario di Bordo - Vendite totali: - Certificazione FIMI:-                                                                   | 64          | -           |
| 2006 | Diario di bordo e Diario di bordo - Voglio sdraiarmi al sole (repack in occasione della partecipazione al Festival di Sanremo 2006 - Etichetta: Nar International - Formato: CD | Diario di Bordo- Voglio sdraiarmi al sole - Vendite totali: 20.000 (comprende entrambe le versioni) - Certificazione FIMI:- | 92          | -           |
| 2012 | Four - Etichetta: Errepi Media/Soul Trade - Formato: CD | - Vendite totali: 8.000 - Certificazione FIMI:-                                                                             | 57          | -           |
| 2019 | 1954 - Etichetta: Tuned Turtle Management - Formato: CD, LP, download digitale                                                                                                  | - Vendite totali: 10.000 - Certificazione FIMI:-                                                                            | 23          | -           |

## Album di cover ed EP
| Anno | Titolo                   | Tipologia                                 | Vendite | Classifica Italiana |
| ---- | ------------------------ | ----------------------------------------- | ------- | ------------------- |
| 2001 | La nostra canzone        | Album di Cover                            |         | 28                  |
| 2004 | L'arte di arrangiarsi    | Album di ri-arrangiamenti di storiche hit |         | 62                  |
| 2009 | Lola & Angiolina Project | EP in collaborazione con Loredana Bertè   |         | 26                  |
| 2009 | Il cerchio della vita    | Album di cover di canzoni Disney          |         | -                   |
| 2010 | Buon Natale              | Album di cover di canzoni natalizie       |         | -                   |

## Raccolte
| Anno | Titolo                                                                | Vendite               | Classifica Italiana |
| ---- | --------------------------------------------------------------------- | --------------------- | ------------------- |
| 1993 | Spagna&Spagna - The Greatest Hits (Sony Music)                        |                       |                     |
| 1997 | Dance Collection (Sony Music)                                         |                       |                     |
| 1997 | Ballads (Sony Music)                                                  |                       |                     |
| 1998 | E che mai sarà - Le mie più belle canzoni (Sony Music)                | 100.000+ (1x Platino) | 18                  |
| 2003 | The Remix Collection Gold                                             |                       |                     |
| 2004 | Ivana Spagna: Le sue più belle canzoni (2 cd) (Sony Music)            |                       |                     |
| 2005 | Ivana Spagna: Flashback Collection (3 cd) (Sony Music)                |                       |                     |
| 2006 | Ivana Spagna: I grandi successi (3 cd) (Sony BMG)                     |                       |                     |
| 2009 | Ivana Spagna: Flashback Collection (ristampa della raccolta del 2005) |                       |                     |
| 2009 | Ivana Spagna                                                          |                       |                     |
| 2011 | Semplicemente Veneta                                                  |                       |                     |
| 2011 | Greatest Hits (Spagna) (3 Cd) (Sony BMG)                              |                       |                     |
| 2012 | Un'ora con Spagna (Sony Music)                                        |                       |                     |
| 2013 | Ivana Spagna: I grandi successi (Azzurra Music)                       |                       |                     |
| 2014 | Ivana Spagna: Remember Easy Hits (Similax)                            |                       |                     |

## Singoli
| Anno | Titolo                                                                                      | Classifiche | Classifiche | Classifiche | Classifiche | Classifiche | Classifiche | Classifiche | Classifiche | Classifiche | Classifiche | Classifiche | Vendite e certificazioni |  |
| Anno | Titolo                                                                                      | ITA         | FRA         | UK          | D           | A           | CH          | NL          | S           | N           | EUR         | USA         | Vendite e certificazioni |  |
| ---- | ------------------------------------------------------------------------------------------- | ----------- | ----------- | ----------- | ----------- | ----------- | ----------- | ----------- | ----------- | ----------- | ----------- | ----------- | --- |  |
| 1985 | I've got the music in me (inciso come Yvonne K.)                                            |             |             |             |             |             |             |             |             |             |             |             | Italia: Disco d'oro (250 000 copie) |  |
| 1985 | Rise Up (For my Love) (inciso come Yvonne Key)                                              |             |             |             |             |             |             |             |             |             |             |             | Italia: Disco d'oro (250 000 copie) Nb: con questa canzone Spagna (all'epoca Yvonne K/Key) segna la sua prima partecipazione ad un FestivalBar. |  |
| 1986 | Easy Lady                                                                                   | 1           | 4           | 62          | 12          | 30          | 2           | 16          |             |             |             |             | - - Vendite totali: 2.000.000+ - Vendite in Francia: 426.000 (Certificazione Syndicat national de l'édition phonographique: 1xArgento)          |  |
| 1987 | Call Me                                                                                     | 1           | 4           | 2           | 10          | 12          | 7           | 7           | 8           | 4           | 1           | 13          | - Vendite totali: 4.000.000+ - Vendite in Francia: 350.000 (Certificazione SNEP: 1xArgento)                                                     |  |
| 1987 | Dance Dance Dance                                                                           | 4           | 38          |             | 27          |             | 22          |             |             |             |             |             | |  |
| 1987 | Sarah (12")                                                                                 |             |             |             |             |             |             |             |             |             |             |             | |  |
| 1987 | Dedicated To The Moon                                                                       |             |             |             |             |             |             |             |             |             |             |             | |  |
| 1988 | Every Girl And Boy                                                                          | 2           | 20          | 23          |             |             | 18          | 65          |             |             |             |             | |  |
| 1988 | I Wanna Be Your Wife                                                                        | 4           | 34          | 82          |             |             |             |             |             | 8           |             |             | |  |
| 1989 | This Generation                                                                             | 13          |             |             |             |             |             |             |             |             |             |             | |  |
| 1991 | Only Words                                                                                  |             |             |             |             |             |             |             |             |             |             |             | |  |
| 1991 | Love At First Sight (Remix By Black Box)                                                    |             |             |             |             |             |             |             |             |             |             |             | |  |
| 1992 | No Way Out / No More Words (12")                                                            |             |             |             |             |             |             |             |             |             |             |             | |  |
| 1993 | Why Me (Remixed by Datura)                                                                  | 10          |             |             |             |             |             |             |             |             |             |             | |  |
| 1993 | I Always Dream About You                                                                    | 10          | 43          |             |             |             |             |             |             |             |             |             | |  |
| 1994 | Lady Madonna                                                                                | 6           |             |             |             |             |             |             |             |             |             |             | |  |
| 1994 | Il cerchio della vita                                                                       | 6           |             |             |             |             |             |             |             |             |             |             | |  |
| 1994 | Circle of Life                                                                              |             |             |             |             |             |             |             |             |             |             |             | |  |
| 1995 | Gente come noi                                                                              | 4           |             |             |             |             |             |             |             |             |             |             | |  |
| 1995 | Come il cielo (Remix by Gam Gam)                                                            | 10          |             |             |             |             |             |             |             |             |             |             | |  |
| 1996 | E io penso a te                                                                             | 12          |             |             |             |             |             |             |             |             |             |             | |  |
| 1996 | Ci sarò                                                                                     |             |             |             |             |             |             |             |             |             |             |             | |  |
| 1997 | Indivisibili                                                                                |             |             |             |             |             |             |             |             |             |             |             | |  |
| 1998 | E che mai sarà                                                                              |             |             |             |             |             |             |             |             |             |             |             | |  |
| 1998 | Il bello della vita (World Cup Song)                                                        |             |             |             |             |             |             |             |             |             |             |             | |  |
| 1998 | So volare - Cd singolo allegato al repackaging di E che mai sarà - Le mie più belle canzoni |             |             |             |             |             |             |             |             |             |             |             | |  |
| 2000 | Con il tuo nome                                                                             | 46          |             |             |             |             |             |             |             |             |             |             | |  |
| 2000 | Mi amor                                                                                     |             |             |             |             |             |             |             |             |             |             |             | |  |
| 2001 | Quella carezza della sera                                                                   | 64          |             |             |             |             |             |             |             |             |             |             | |  |
| 2001 | Eloise/Teorema                                                                              |             |             |             |             |             |             |             |             |             |             |             | |  |
| 2001 | Un mondo in giallo e blu (Inno ufficiale Chievo Verona)                                     |             |             |             |             |             |             |             |             |             |             |             | |  |
| 2002 | Never Say You Love Me                                                                       | 27          |             |             |             |             |             |             |             |             |             |             | |  |
| 2003 | No Digas Te Quiero (Never Say You Love Me) - Solo in Spagna                                 |             |             |             |             |             |             |             |             |             |             |             | |  |
| 2003 | Màs Allà Del Cielo Azul - Solo in Spagna                                                    |             |             |             |             |             |             |             |             |             |             |             | |  |
| 2003 | Do It With Style (Spagna vs Luca Z)                                                         | 36          |             |             |             |             |             |             |             |             |             |             | |  |
| 2004 | Easy Lady 2004 (Ice & Cream Vs Spagna) - Solo in Germania                                   |             |             |             |             |             |             |             |             |             |             |             | |  |
| 2006 | Noi non possiamo cambiare                                                                   | 17          |             |             |             |             |             |             |             |             |             |             | |  |
| 2007 | Gli occhi verdi dell'amore (Zeta Clan feat. Spagna)                                         | 23          |             |             |             |             |             |             |             |             |             |             | |  |
| 2008 | Musica e parole (Con Loredana Bertè)                                                        |             |             |             |             |             |             |             |             |             |             |             | |  |
| 2008 | Dancing On The Beach (Robb Cole feat. Spagna) - Solo Svizzera                               |             |             |             |             |             | 7           |             |             |             |             |             | |  |
| 2009 | Easy Lady Remake 2009 - Solo digital download                                               | 25          |             |             |             |             |             |             |             |             |             |             | |  |
| 2010 | Call Me Remake 2010 - Solo digital download                                                 |             |             |             |             |             |             |             |             |             |             |             | |  |
| 2014 | The Magic Of Love - Solo digital download                                                   |             |             |             |             |             |             |             |             |             |             |             | |  |
| 2015 | Straight To Hell - Solo digital download                                                    |             |             |             |             |             |             |             |             |             |             |             | |  |
| 2015 | Baby Don't Go - Solo digital download                                                       |             |             |             |             |             |             |             |             |             |             |             | |  |
| 2016 | D.A.N.C.E. (featuring Jøser) - Solo digital download                                        |             |             |             |             |             |             |             |             |             |             |             | |  |
| 2016 | A Natale crolla il mondo - Solo digital download                                            |             |             |             |             |             |             |             |             |             |             |             | |  |
| 2019 | Cartagena                                                                                   |             |             |             |             |             |             |             |             |             |             |             | |  |
| 2019 | Nessuno è come te                                                                           |             |             |             |             |             |             |             |             |             |             |             | |  |
| 2020 | Prigioniera del tuo nido                                                                    |             |             |             |             |             |             |             |             |             |             |             | |  |
| 2022 | Seriously in Love                                                                           |             |             |             |             |             |             |             |             |             |             |             | |  |
| 2024 | Happy Station (feat. Paul Jockey)                                                           |             |             |             |             |             |             |             |             |             |             |             | |  |
| 2024 | Sarà bellissimo (feat. Legno)                                                               |             |             |             |             |             |             |             |             |             |             |             | |  |

I singoli sono stati pubblicati come ghost-singer (la voce delle canzoni era di Spagna ma a presentarla erano varie modelle ed il nome di Spagna non compare mai in nessun credito).
Di seguito i singoli ufficiali estratti dal primo disco delle Fun Fun (Have Fun), dopo il quale Spagna stessa lasciò il progetto per dedicarsi alla sua carriera da solista come Yvonne Key/K.
- 1983 – Happy Station
- 1984 – Colour My Love
- 1984 – Give Me Your Love

### Promozionali
Di seguito vengono ricordati i singoli promozionali per l'airplay radiofonico che non sono stati pubblicati su 45 giri o cd singolo per il mercato.
- 1988 - Let me (say I love you)
- 1995 - Siamo in due
- 1995 - Davanti agli occhi miei
- 1995 - Un Natale che non finirà
- 1996 - Lupi solitari
- 1996 - Ti amo
- 1996 - Colpa del sole
- 1997 - Dov'eri
- 1997 - Fuori dal normale
- 1998 - Lay da da
- 2002 - Woman
- 2002 - Rain and tears
- 2004 - Dopotutto ti amo
- 2004 - Dove nasce il sole (duetto con i Nomadi)
- 2005 - A chi dice no
- 2005 - Day by day
- 2006 - Vorrei fossi tu
- 2009 - Comunque vada (con Loredana Bertè)
- 2009 - Se crederai
- 2012 - I know why

## VHS
- 1993 - Spagna & Spagna-Greatest Hits

## Altro materiale

### Singoli pubblicati con altri nomi ed altro materiale
- Come Yvonne K
- I've got the music in me
- Come Yvonne Key
- Rise up (for my love)
- Come Ivana Spagna
- 1971 - Mamy Blue/È finita la primavera, inciso come Ivana Spagna (Ricordi)
- 1972 - Ari Ari/Dio mai, inciso come Ivana Spagna (Ricordi)
- Come Barbara York
- 1982 - Tonight (Delirium Records/Smash One Music/Universo Film Publishing)
- 1983 - Have a ball (Universo Film Publishing)

Nota bene: Nel 1983 Spagna ''lascia'' il nome d'arte Barbara York (per prendere il nome di Yvonne K/Key) che viene preso da Laura Landi, con il quale viene pubblicato il singolo ''Close to You'' che quindi non è cantato da Spagna.
- Come Mirage
- 1983 - Woman, inciso come Mirage (Il Discotto/X Energy Records) - da non confondere con l'omonimo singolo e album del 2002
- Come Carol Kane
- 1983 - I don't believe/Believe me, inciso come Carol Kane (Il Discotto/Warner Bros. Music)
- Come Kika Le Pen
- 2012 - Mamy Blue, inciso come Kika Le Pen (Soul Trade Music Publishing Group)[6]

### Partecipazioni ad altri dischi
- 1982 - Sergio Endrigo, Mari del Sud : Ivana è nei cori della canzone Mari del Sud ed è la voce solista in Labirinto (Fonit Cetra)
- 1984 - Fun Fun, Have Fun! - Ivana canta come componente delle Fun Fun (X-Energy records)
- 1994 - Il Re Leone (Colonna sonora originale) - Ivana è presente con due versioni de Il cerchio della vita e con una partecipazione canora sul finale del brano Simba Re (Walt Disney Records)
- 1994 - Graffi nel cuore - Il cd contiene 16 favole raccontate da Artisti vari e una canzone. Spagna racconta la favola "La donnola nel granaio". Questo cd uscì solo come allegato al quotidiano "La Stampa"
- 1994 - Fun Fun, Greatest Fun - The Best of - Ivana canta come componente delle Fun Fun (Red Bullet records / High Fashion Music)
- 1998 - La Gabbianella e il Gatto (Colonna sonora originale) - Ivana canta Canto di Kengah e So volare (Sony)
- 1999 - Mario Lavezzi, Senza catene - duetto con Mario Lavezzi nella canzone Senza catene (Sony)
- 1999 - Annalisa Minetti, Qualcosa di più - Ivana scrive la canzone One more time e partecipa ai cori (Sony)
- 2005 - I ragazzi di Scampia, I ragazzi di Scampia - Ivana canta I' te vurria vasà (Edel)
- 2007 - Tristan B,Tristan B - Ivana duetta con il cantante maltese Tristan B e con Ron nel brano You raise me up
- 2008 - Caro Papà Natale - Ivana canta Last Christmas
- 2009 - Claudio Baglioni, Q.P.G.A. - Ivana canta Tortadinonna o gonnacorta in duetto con Claudio Baglioni, Neri per Caso, Fabrizio Frizzi, Loredana Bertè
- 2010 - Artisti Vari, 3 Tituli - La compilation dei campioni - Ivana scrive e canta Noi...sempre con voi (un cuore nerazzurro) il nuovo inno dedicato all'Inter
- 2010 - Artisti Vari, Progetto Africa - Una voce per padre Pio - Ivana canta l'inedito "Tu" con Jenny B e Silvia Mezzanotte e interpreta da sola "Unchained melody"
- 2013 - Valerio Scanu, Live in Roma CD/DVD - Ivana canta 'Il cerchio della vita' e 'A whole new world' con Scanu
- 2014 - Vattene amore/With or without you - singolo digitale con Massimo Ferrari
- 2019 - Audio2 432 hzAmici- Ivana canta in duetto con gli Audio2 nel brano "Amici per amore"
- 2022 - Napoli Cuba - singolo digitale con Ivan Granatino
- 2022 - Volevo tutto - singolo digitale con DJ Jad, Wlady e KingHorus
- 2023 - Crazy for the disco dance - singolo digitale con In Da Club

Spagna ha inoltre preso parte ai progetti dance delle Fun Fun (come autrice di brani e voce) a metà anni '80 e di Corona (come autrice) a metà anni '90. È inoltre autrice di un brano dal nome "Close to You" (1983), cantato da Barbara York (da non confondere con lo pseudonimo usato dalla stessa Spagna. Si tratta infatti di una certa Laura Landi a cui fu affidato lo stesso nome d'arte che fino a pochi mesi prima era utilizzato da Spagna)